# ヴァーテイン
ヴァーテイン (Watain)は、スウェーデン出身のブラックメタルバンド。バンド名は、アメリカ合衆国のブラックメタルバンド、Vonの同名楽曲に由来する。

## 略歴
1998年、スウェーデン中東部の都市、ウプサラで結成。当初のメンバーは、エリック・ダニエルソン (Vo、B)、ペレ・フォシュベリ (G)、ホーカン・ヨンソン (Ds)、C・ブロム (G)の4名。結成年中にデモ『Go Fuck Your Jewish "God"』をリリース。翌年には、自主制作でライヴアルバム『Black Metal Sacrifice』をリリースし、更にスウェーデンのインディペンデント・レコードレーベル、Grim Rune ProductionsからEP『The Essence of Black Purity』を300枚限定でリリースしている。
2000年に1stアルバム『Rabid Death's Curse』をリリース。当初は、End All Lifeから通常のLP300枚とApocalyptor RecordsからピクチャーディスクLP300枚の限定リリースであった。その後、2004年にドラッカー・プロダクションからCD盤が発売された。1stアルバムリリース頃に、C・ブロムが脱退。トリオ編成で活動を継続する。また、ダーク・フューネラルやロッティング・クライストらとヨーロッパツアーを敢行している。
フランスのインディペンデント・レコードレーベル・ドラッカー・プロダクションと契約。2003年に2ndアルバム『Casus Luciferi』をリリース。前述のように1stアルバムのCD盤も発売された。2004年には、活動再開したディセクションのリバース・オヴ・ディセクション・ツアーに同行した。この際、ディセクションのステージで、エリック・ダニエルソンがライヴ・ベーシストとして出演している。2007年に、メイヘムなどが所属するシーズン・オブ・ミストに移籍。3rdアルバム『Sworn to the Dark』をリリース。同アルバムには、セット・テイタン（元ディセクション等）が作詞・作曲で参加し、一部楽曲でギター・ソロを演奏している。また、エントゥームド、フェイス・ダウンなどでドラマーとして活動経験のあるピーター・スターンヴィンドがゲスト・ボーカルとして参加している。同アルバムのリリース後には、再結成したセルティック・フロストやクリーター、リージョン・オブ・ザ・ダムドらとツアーも行った。
2010年に4thアルバム『Lawless Darkness』をリリース。同アルバムは、テロライザーなどの音楽雑誌でも評価が高く、スウェーデンの音楽賞にもノミネートされている。同アルバムは、欧州リリースより1年以上遅れたものの、2011年秋に日本コロムビアより日本盤がリリースされ、日本デビュー盤となった。同アルバムリリース後、ベヒーモスと北米ツアーを行う予定であったが、ベヒーモスのネルガルが白血病に罹り、ツアーをキャンセルしたため、ヴァーテインがヘッドライナーとなり、北米ツアーを敢行することとなった。2011年には、シャイニングらとヨーロッパツアーを行い、秋にはヴェイダー、ウィッチリーと共にEXTREME THE DOJO Vol.28に出演。初来日を果たした。

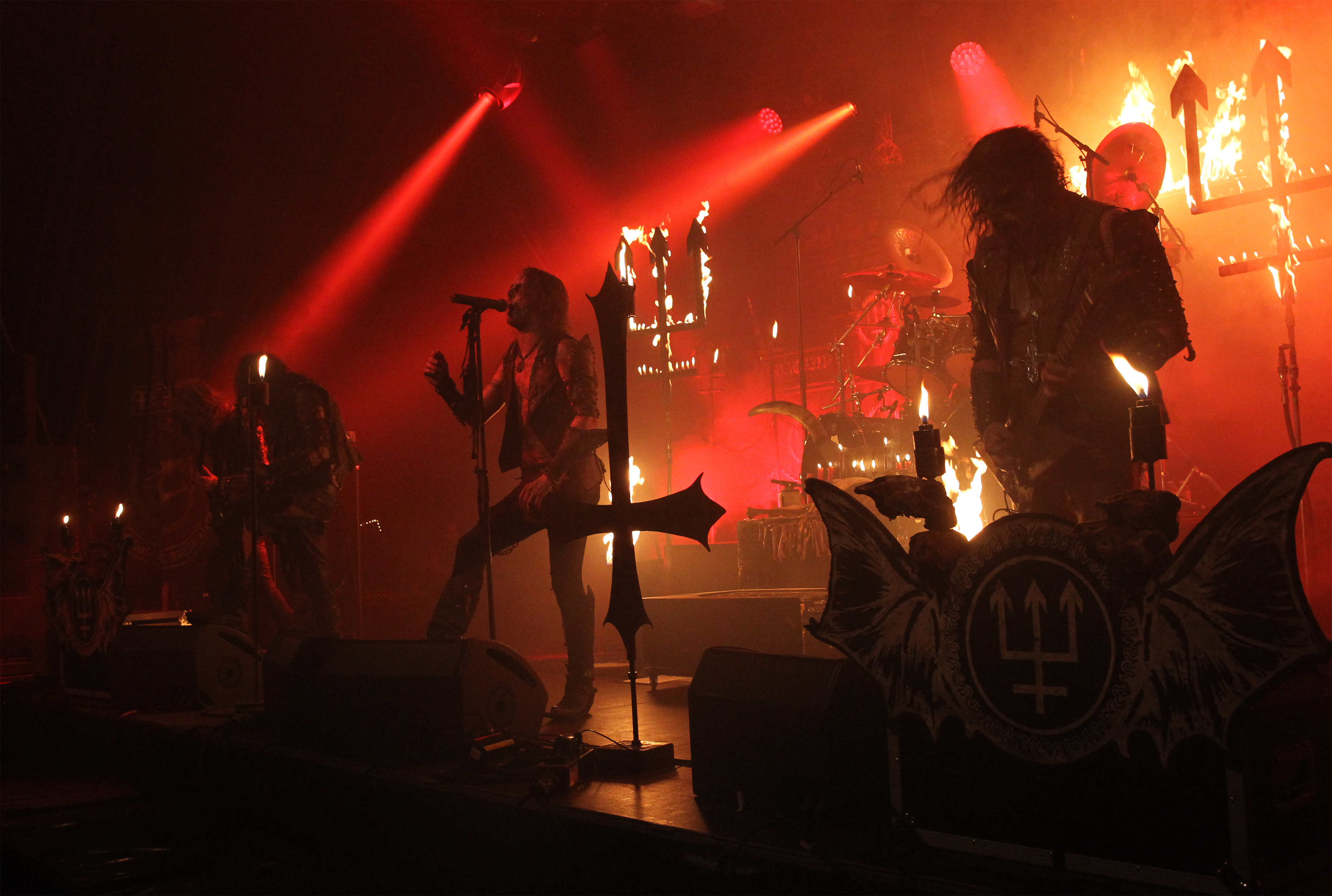
ベルギーで開催されたThrone Fest 2019で演奏する様子（2019年6月8日）

その後、シーズン・オブ・ミストから離脱し、センチュリー・メディア・レコードへと移籍した。

## 音楽的特徴

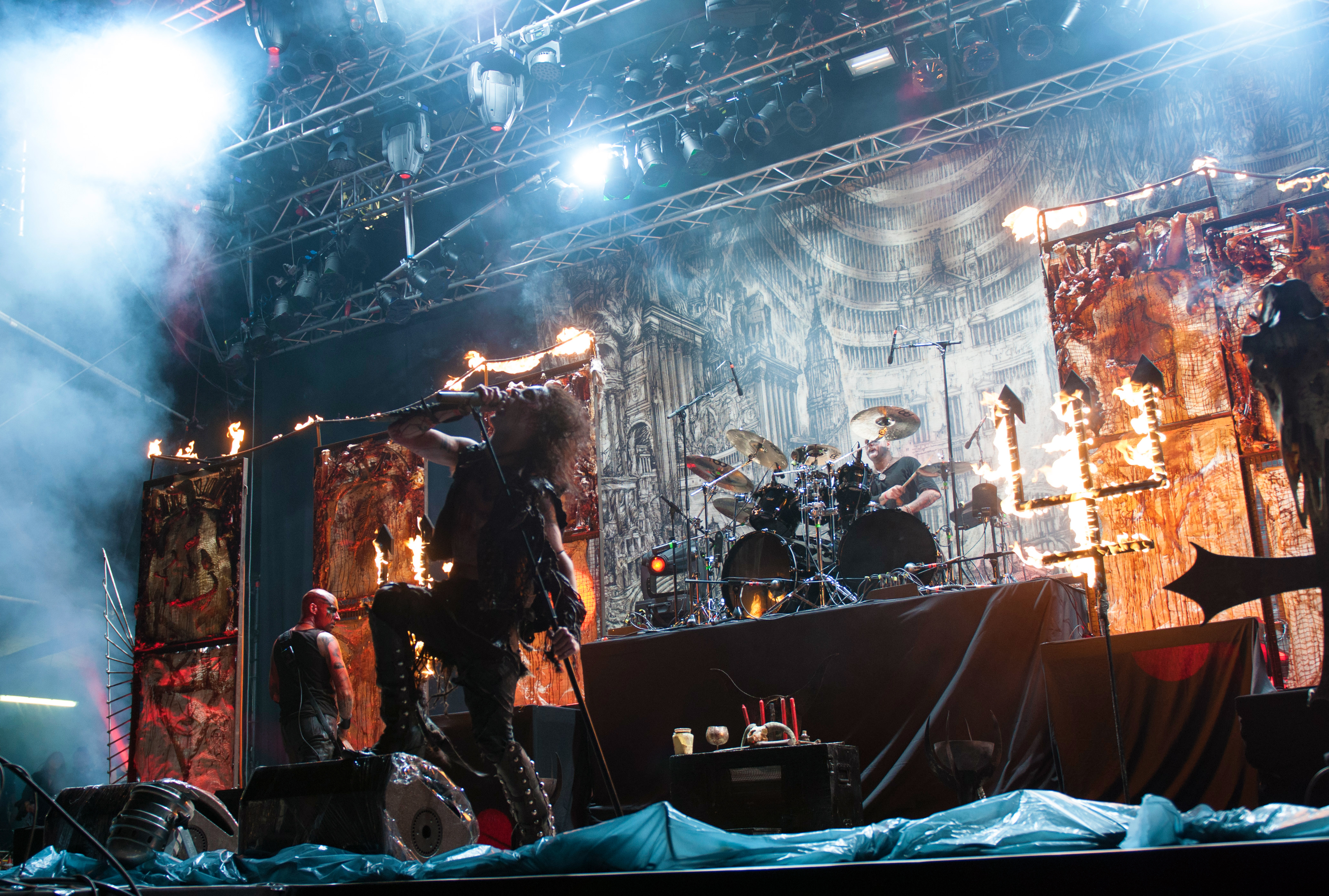
ドイツで開催されたParty San Open Air 2014で演奏する様子（2014年8月）

同国のディセクションやマーダック、ダーク・フューネラルと同じ系列に属するブラックメタルで、ディセクションと比較されることが多い。影響を受けたバンドとしてはバソリー、初期メイヘム、マーシフル・フェイト、デス・SS、サマエル、Necrovore、Ofermodが挙げられている。

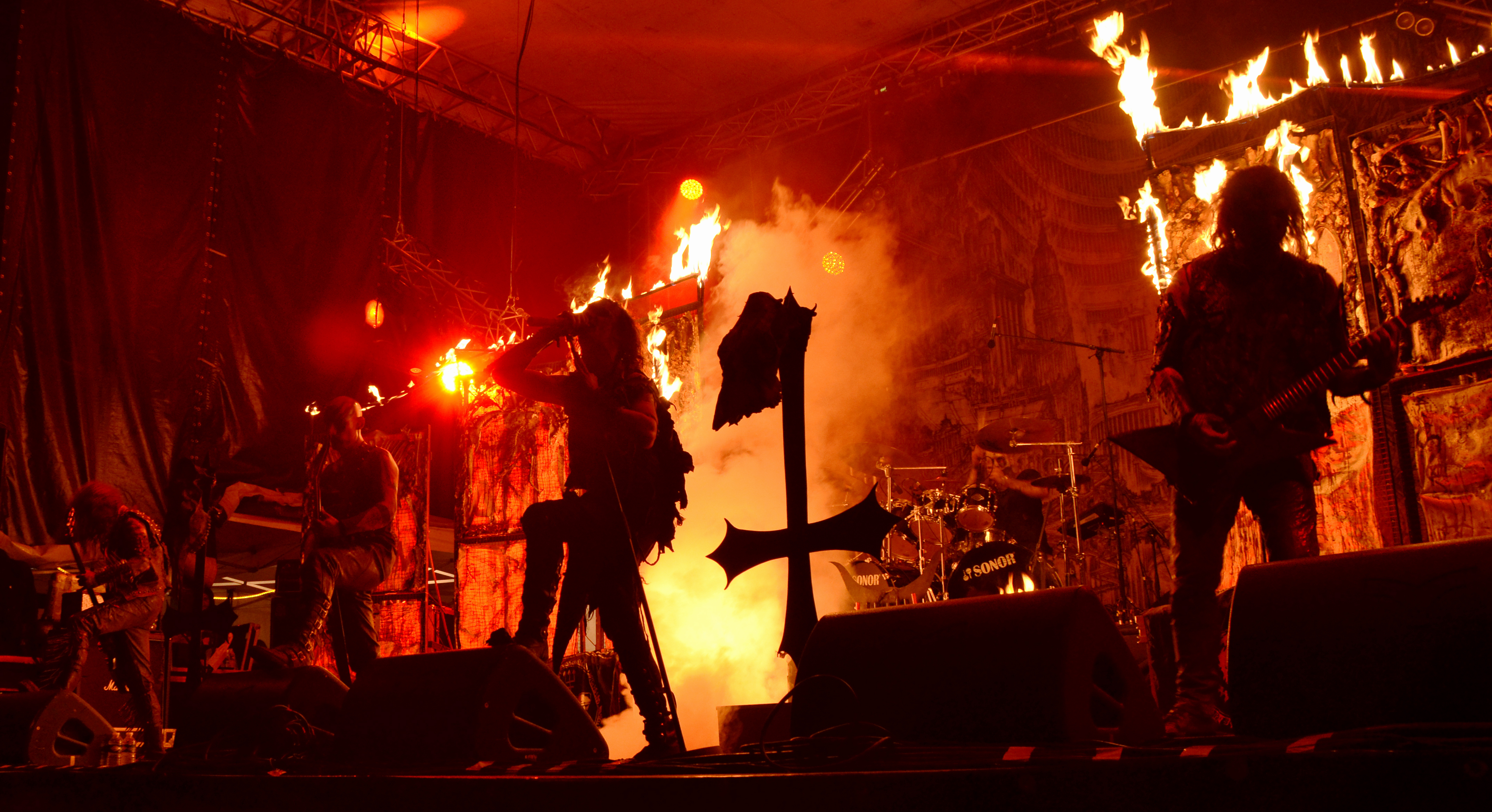
フランスで開催されたFall of Summer Festivalで演奏する様子（2014年9月6日）

花火、蠟燭、悪魔の儀式、血を含んだ動物の死骸の手足や骨を使ってライブを行うことで知られている。2014年にブルックリンで行われたライブでは、パフォーマンスとして観客に動物の血を浴びせ、一部の観客が嘔吐したとされている。これはTMZによって取り上げられ、公表後に論争を引き起こした。

## メンバー

### 現メンバー
各メンバーは、ファーストネームの頭文字1文字で省略して書かれることが多い
- エリック・ダニエルソン (Erik Danielsson) - ボーカル、ベース

ディセクションのライヴ・ミュージシャンとしても出演経験がある。
- ペレ・フォシュベリ (Pelle Forsberg) - ギター
- ホーカン・ヨンソン (Håkan Jonsson) - ドラムス

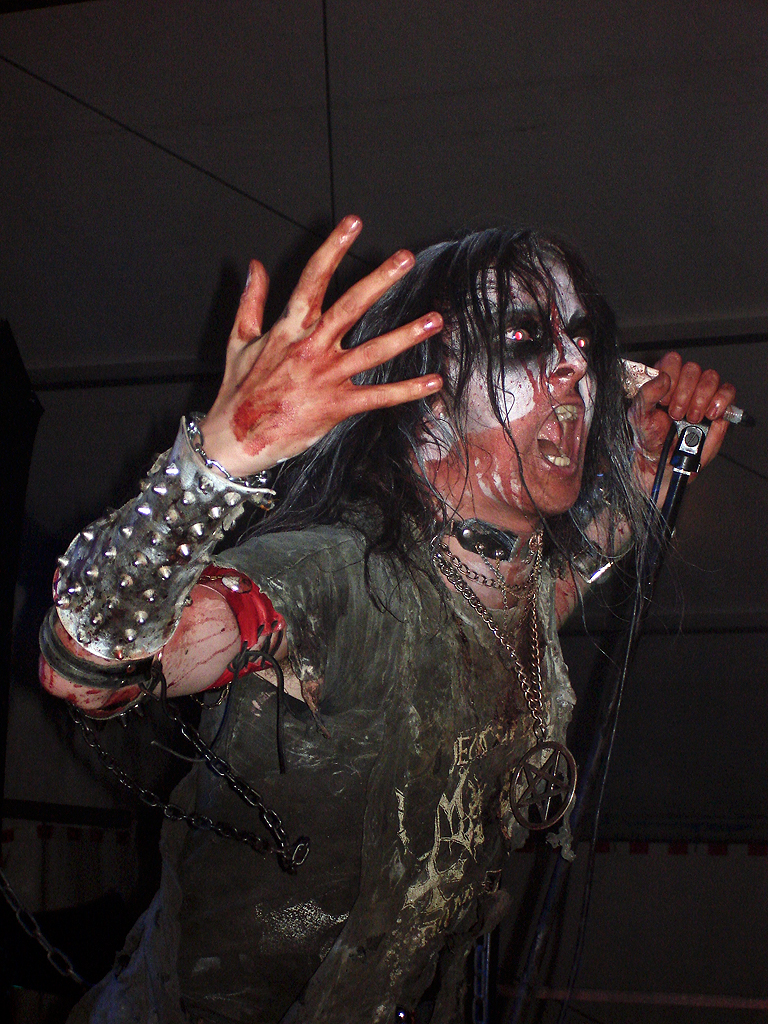
エリック・ダニエルソン(Vo, B)
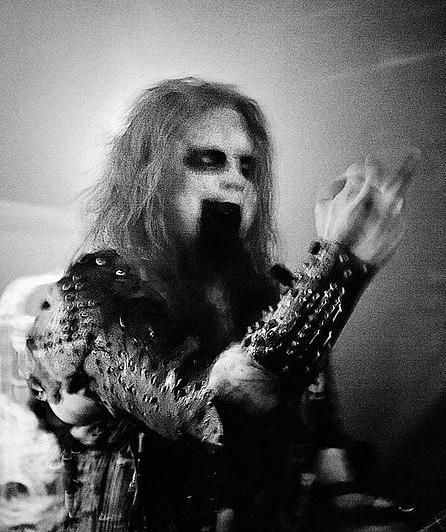
ペレ・フォシュベリ(G)
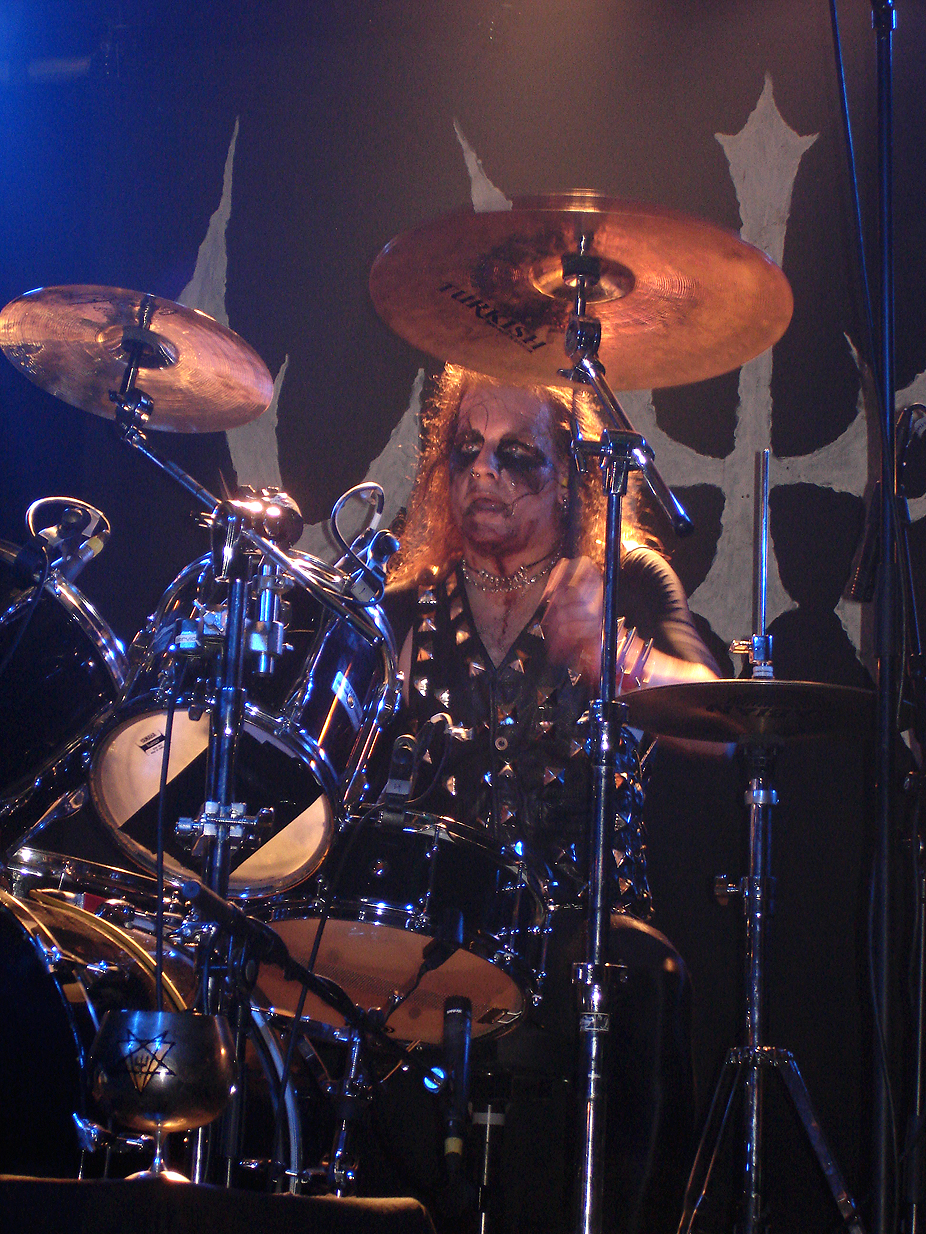
ホーカン・ヨンソン(Ds)

### 元メンバー
- C・ブロム (C. Blom) - ギター

### ライヴ・ミュージシャン
現在のライヴ・ミュージシャン
- セット・テイタン (Set Teitan) - ギター

ディセクションやアナニメイテッド等でも活動。
- アルヴァロ・リーロー (Alvaro Lillo) - ベース

過去のライヴ・ミュージシャン
- ジョン・ドゥ (John Doe) - ギター

シャイニング等でも活動。
- トーレ・スチェーナ (Tore Stjerna) - ギター、ベース

フューネラル・ミスト等でも活動。
- ヨナス・リンドスコグ (Yonas Lindskog) - ベース
- H・デス (H. Death) - ギター
- セリム・ラムシ (Selim Lemouchi) - ギター

## ディスコグラフィー
- 1998年 Go Fuck Your Jewish "God" (Demo)
- 1999年 Black Metal Sacrifice (Live)
- 1999年 The Essence of Black Purity (EP)
- 2000年 Rabid Death's Curse
- 2001年 The Ritual Macabre (Live)
- 2001年 The Misanthropic Ceremonies (Split)
- 2002年 Promo 2002 (Demo
- 2002年 Puzzlez ov Flesh (Demo)
- 2003年 Casus Luciferi
- 2007年 Sworn to the Dark
- 2010年 Reaping Death (EP)
- 2010年 Lawless Darkness
- 2012年 Opus Diaboli (DVD)
- 2012年 The Vinyl Reissues (Compilation)
- 2013年 The Wild Hunt
- 2018年 Trident Wolf Eclipse